# Léo Houziaux
| (4782) Gembloux                    | 14. Oktober 1980   | [1] |
| (6946) 1980 RX1                    | 15. September 1980 | [1] |
| (10271) 1980 TV2                   | 14. Oktober 1980   | [1] |
| - [1] zusammen mit Henri Debehogne |                    |     |

Léo Houziaux (* 23. März 1932 in Rochefort) ist ein belgischer Astronom.
Er ist Gründer der Fakultät für Astrophysik an der Universität Mons und arbeitete an der Universität Lüttich.
1980 entdeckte er insgesamt drei Asteroiden, alle zusammen mit Henri Debehogne. 2017 wurde ein Asteroid nach ihm benannt: (24945) Houziaux.